# Зморшок їстівний
Зморшок їстівний (Morchella esculenta Pers.) — вид грибів із родини зморшкові (Morchellaceae). Місцева назва — ковпачок, сушеребок, коцюрупок.

## Будова
Шапка 3—6 см заввишки, яйцеподібна, пориста, жовтокоричнева, жовто-бура, з порожниною. Спори 16—20 × 10—12 мкм. Ніжка видовжена 2—4 × 1—2 см, білувата, клейкувата, зморшкувата, порожня. М'якуш білий, з приємним запахом.

## Життєвий цикл
Росте навесні (квітень-червень) та восени (серпень-жовтень).

## Поширення та середовище існування
Поширений по всій Україні, росте на узліссі, в садах. Умовно їстівний гриб.

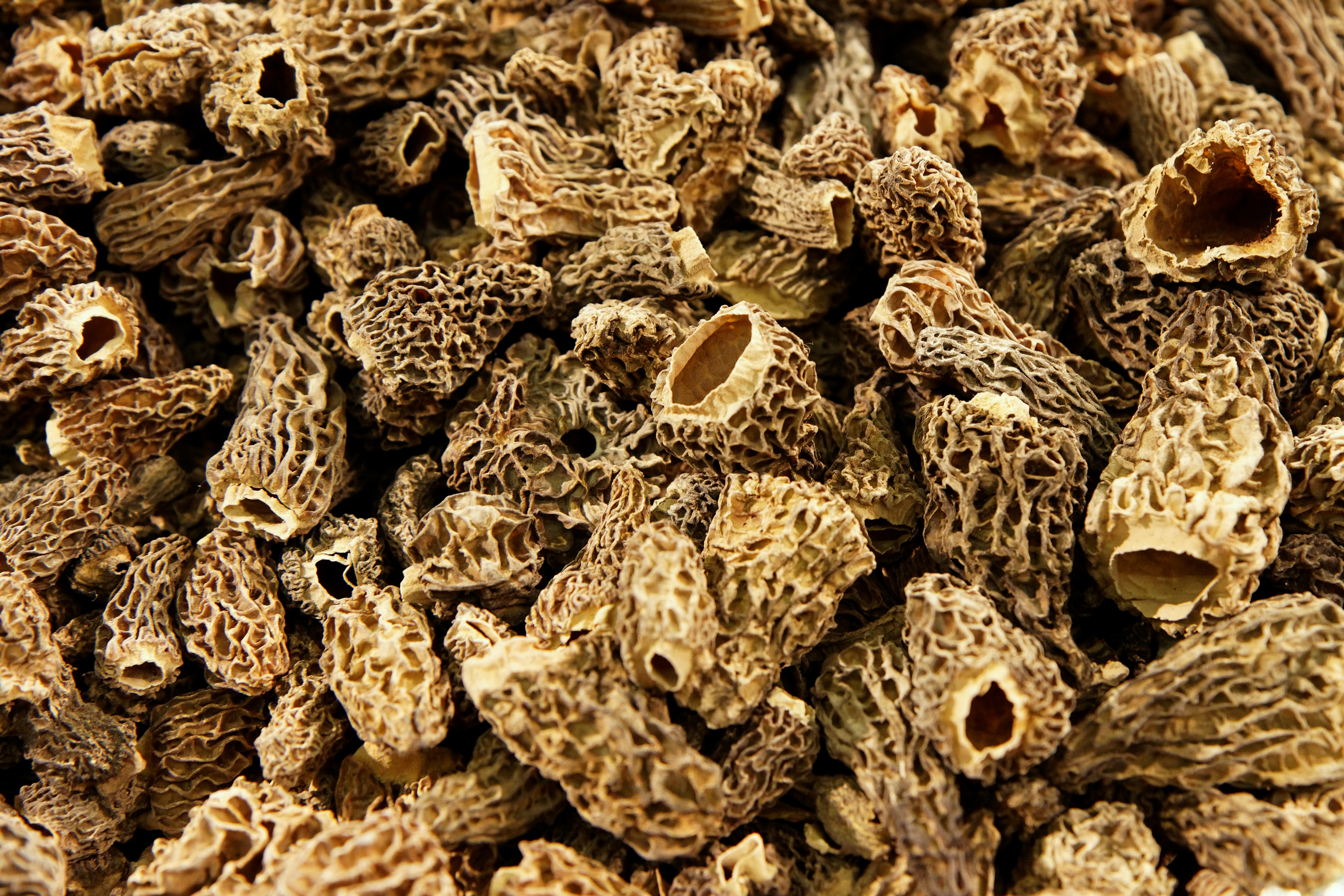
Сушені зморшки

Використовують свіжим лише після 10—15-хвилинного відварювання (відвар зливається). Про запас сушать, висушені гриби можна використовувати тільки через три місяці. У зморшках міститься отруйна гельвелова кислота, яка під час варіння переходить у відвар. При вживанні останнього настає гемоліз крові.
Замість зморшка їстівного часом помилково збирають токсичний Helvella crispa та смертельно отруйний гриб строчок звичайний.

## Галерея

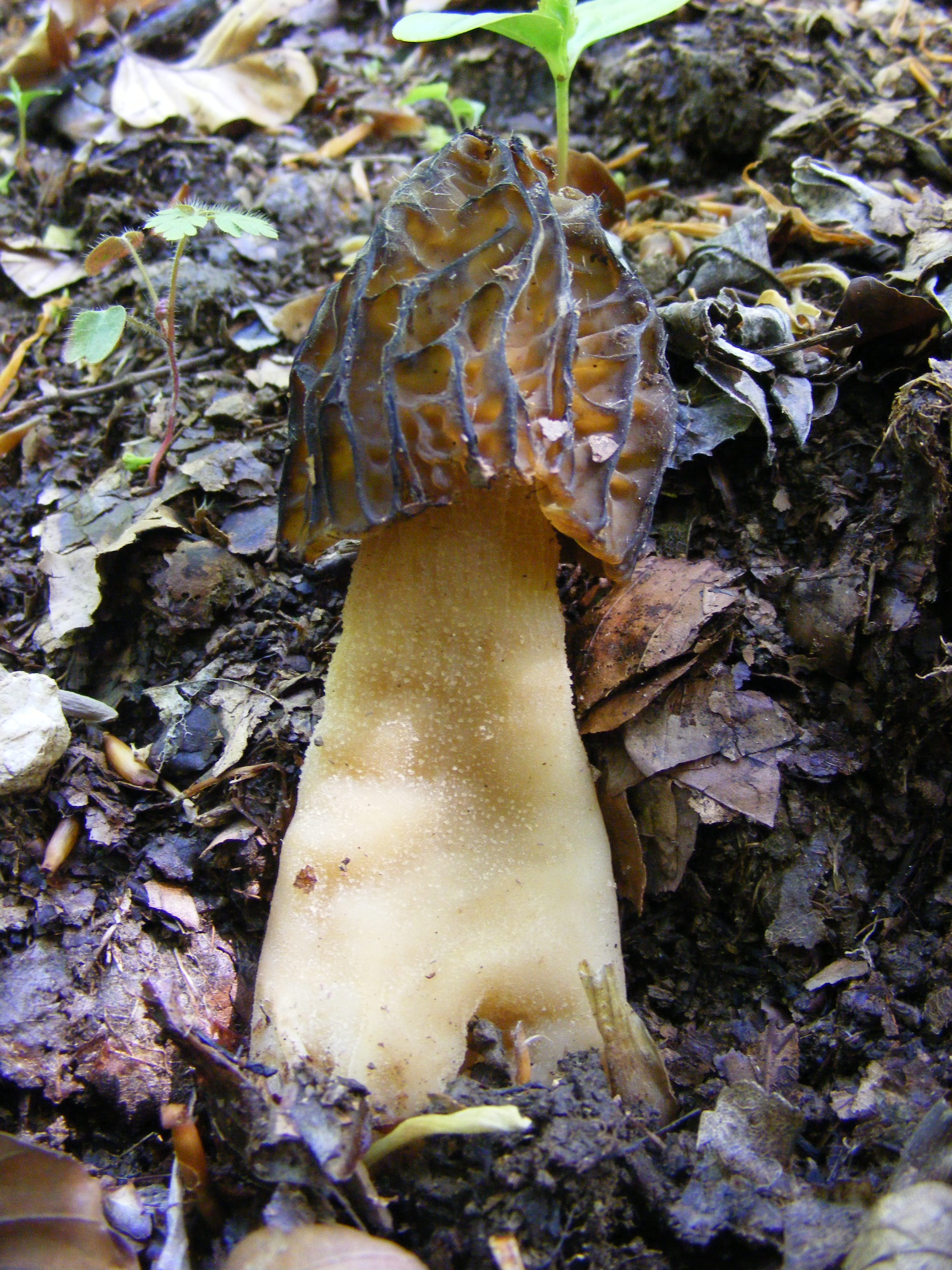
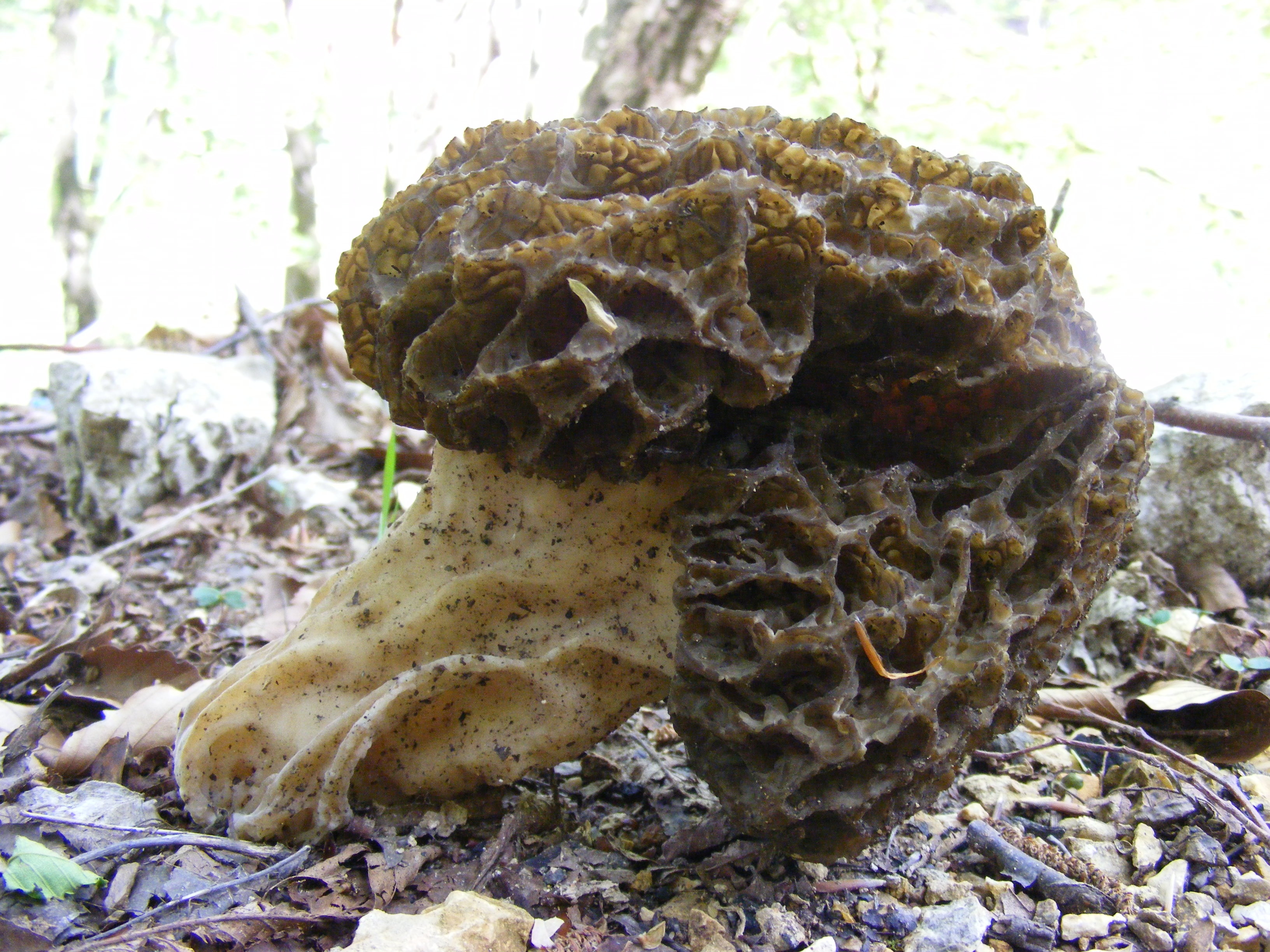
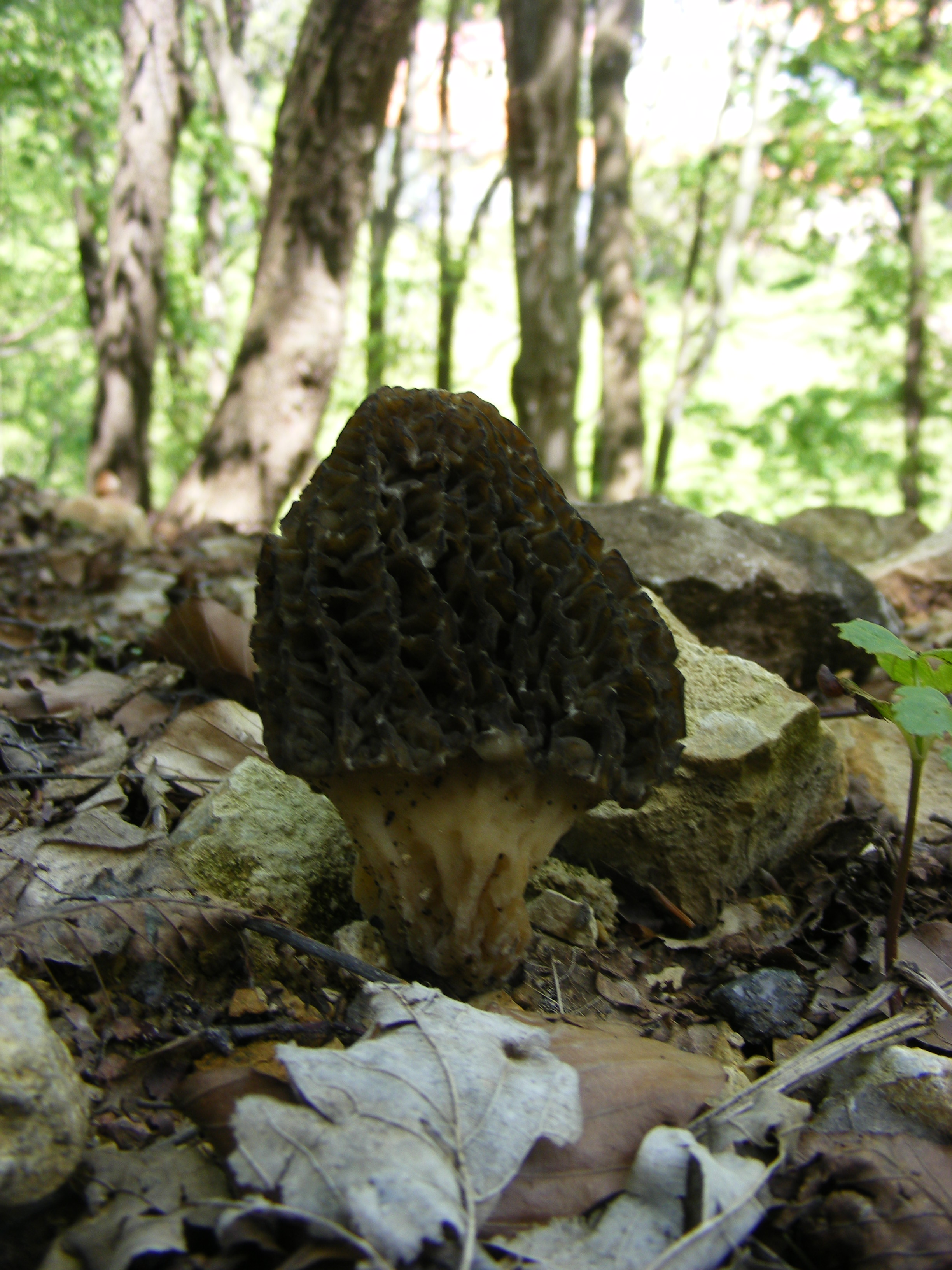
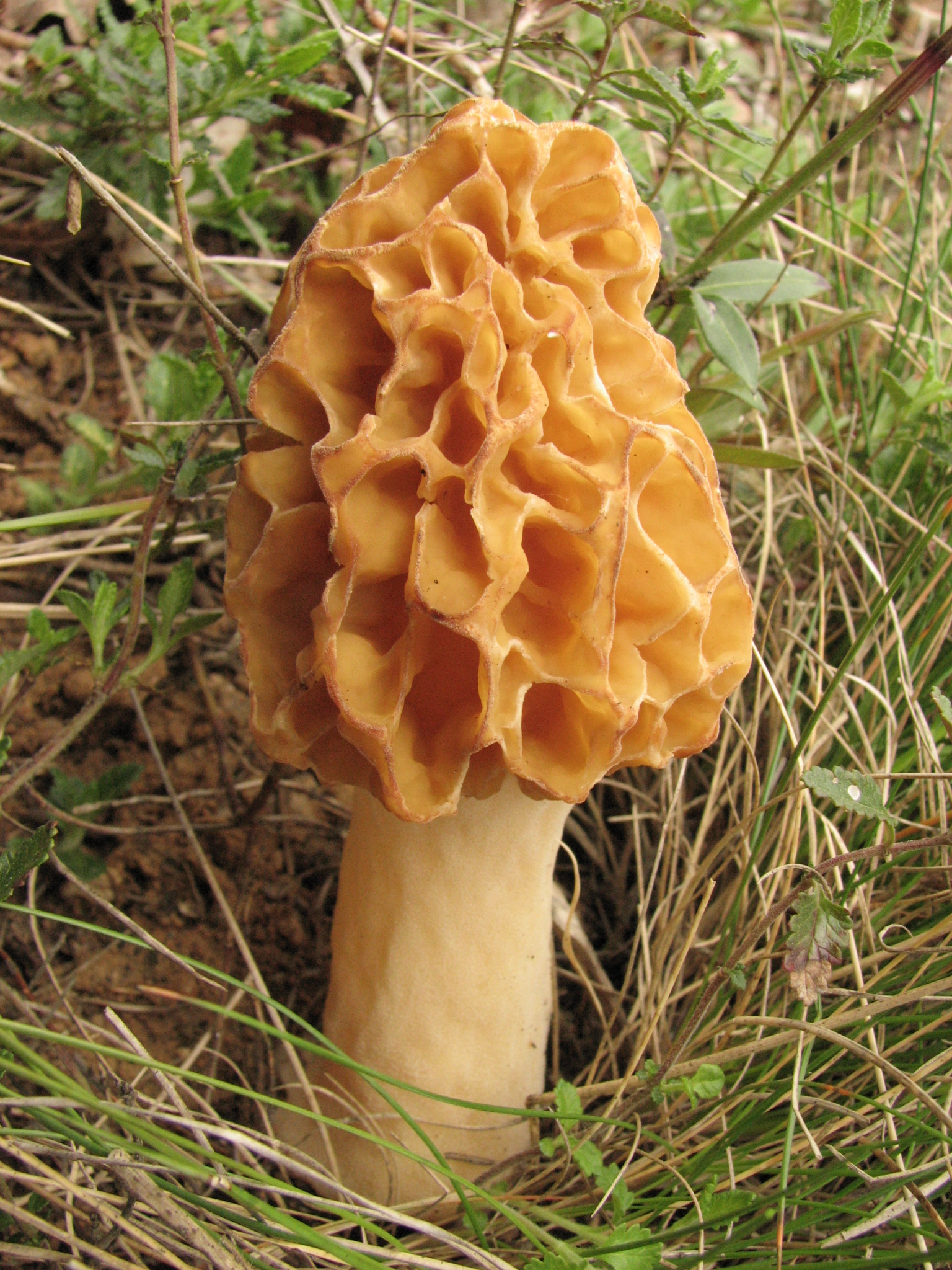